# Tidjikdja
Tidjikdja, (även: Tijikja, arabiska: تجكجة) är en stad i departementet Tidjikdja i regionen Tagant i centrala Mauretanien. Staden är huvudort i regionen Tagant. Den hade 10 906 invånare vid befolkningsräkningen år 2013.